# Płaće
Płaće (maced. Плаќе) – wieś w południowo-zachodniej Macedonii Północnej, w gminie Ochryda.